# Neon Trees
Neon Trees est un groupe de rock américain, originaire de Provo, dans l'Utah. Le groupe se fait connaitre à l'international à la fin 2008 après avoir joué pour The Killers. Peu après, le groupe signe avec le label Mercury Recordset publie son premier album studio, Habits, en 2010.

## Biographie

### Débuts (2005–2009)
À l'origine, le groupe est formé par Tyler Glenn (chant et claviers) et Chris Allen (guitare et chant), voisins à Murrieta, en Californie. En 2005, les deux hommes rejoignent Provo, où ils jouent leurs premiers concerts. Ils sont rejoints par Elaine Bradley (batterie, percussions, chant) et Branden Campbell (basse et chant). Les quatre membres du groupe sont mormons et ne consomment ni alcool, ni drogue.
Le groupe connait une exposition nationale à la fin de 2008, quand ils ont ouvert plusieurs dates de tournées en Amérique du Nord pour le groupe The Killers, dont Campbell connaissait le bassiste.

### Habits(2010–2011)
Peu de temps après, le groupe est signé par Mercury Records et sortent leur premier album, Habits, en 2010.[réf. souhaitée] Leur premier single Animal rencontre peu à peu le succès et atteint le top 10 du Pop Songs chart, 32 semaines après sa sortie. Il grimpe également treizième du Billboard Hot 100 et premier diagramme de rock alternatif.[réf. nécessaire] Très jouée en radio, la chanson apparaît également dans des publicités, des séries télévisées (comme Glee) et des jeux vidéo.

### Picture Show(2012–2013)
Neon Trees sort un deuxième album en 2012, intitulé Picture Show. Le single Everybody Talks, extrait de l'album, atteint la 6e place du Billboard Hot 100. Le groupe dévoile un troisième album le 22 avril 2014, Pop Psychology, dont le premier extrait est Sleeping with a Friend (en). Le deuxième single de l'album s'intitule Lessons in Love (All Day, All Night) en collaboration avec le producteur et DJ américain Kaskade.
Le 29 août 2012, Neon Trees joue Everybody Talks à l'émission America's Got Talent. En début printemps 2012, le groupe tourne avec The Offspring et Dead Sara. En 2013, ils se joignent à Maroon 5 à leur tournée mondiale avec Owl City. En novembre et décembre 2013, ils jouent lors de trois concerts néozélandais à la tournée de Taylor Swift et quatre dates en Australie.

### Pop Psychology(depuis 2014)
En juin 2015, le groupe sort le single Songs I Can’t Listen To, sans annoncer un album. Le vidéoclip, réalisé par Rebecca Thomas, fait apparaître Tyler Glenn et Dustin Lance Black dans une relation amoureuse qui se dégrade.
Après le durcissement de la politique de l'Église mormone envers les homosexuels fin 2015, Tyler Glenn quitte l'Église et sort un titre solo, Trash, critique à l'égard de l'institution,. Ses relations avec Branden Campbell et Elaine Bradley, mormons, deviennent tendues. Son album Excommunication sort le 21 octobre 2016.

## Membres
- Tyler Glenn - chant, piano, synthétiseur
- Christopher Allen - guitare, chant
- Branden Campbell - basse, chant
- Elaine Bradley - batterie, percussions, chant

## Discographie
- 2009 : Start a Fire
- 2010 : Habits
- 2012 : Picture Show
- 2014 : Pop Psychology